# Naturdenkmal Hagedorn
Das Naturdenkmal Hagedorn mit einer Flächengröße von 0,21 ha liegt nordöstlich von Leitmar im Stadtgebiet von Marsberg. Das Gebiet wurde 2008 mit dem Landschaftsplan Marsberg durch den Kreistag des Hochsauerlandkreises als Naturdenkmal (ND) ausgewiesen. Das ND ist umgeben vom Landschaftsschutzgebiet Freiflächen um Leitmar.

## Beschreibung
Der Landschaftsplan führt zum ND aus: „Mitten in der Feldflur nördlich von Leitmar senkt sich die Bachschwinde eines kleinen, intermittierenden Gewässers um 5 bis 6 m gegenüber der Umgebung ab und kennzeichnet damit den Übergang zwischen den Buntsandsteinen des Trias und den Zechsteinkalken, die hier großflächig im Untergrund anstehen. Vor allem auf den südöstlichen Böschungen um das Schwalgloch wachsen Gehölze; überwiegend Weiden, die offenbar früher als Kopfbäume geschnitten worden sind. Dieser Gehölzbestand trägt zu einer landschaftlichen Bereicherung der Feldflur bei, die in ihrer Wirkung deutlich über das abgegrenzte Schutzobjekt hinausgeht. Gleichzeitig bildet die – schon oberhalb der Bachschwinde beginnende – Hageborn-Mulde zusammen mit südlich angrenzenden Flächen einen kleinen Grünlandlebensraum innerhalb des intensiver, überwiegend ackerbaulich genutzten Offenlandes im Umfeld.“

## Schutzzweck
Der Landschaftsplan führt zum Schutzzweck aus: „Alle nachfolgenden Naturdenkmale stellen Einzelschöpfungen der Natur dar, die aus wissenschaftlichen, landeskundlichen und erdgeschichtlichen Gründen sowie wegen ihrer Seltenheit und Eigenart schutzbedürftig sind.“ Im ND sind „alle Handlungen verboten, die zu einer Zerstörung, Beschädigung oder Veränderung des geschützten Objektes führen können. Insbesondere ist verboten:
- Aufschüttungen, Verfüllungen, Abgrabungen oder Ausschachtungen vorzunehmen oder die Bodengestalt in anderer Weise zu verändern;
- Bäume, Sträucher oder sonstige wildwachsende Pflanzen zu beschädigen, auszureißen, auszugraben oder Teile davon abzutrennen oder auf andere Weise in ihrem Wachstum zu beeinträchtigen;
- bauliche Anlagen zu errichten.“[2]